# Sainville
Sainville ist eine französische Gemeinde mit 1.037 Einwohnern (Stand: 1. Januar 2022) im Département Eure-et-Loir in der Region Centre-Val de Loire; sie gehört zum Arrondissement Chartres und ist Teil des Kantons Auneau.

## Geographie
Sainville liegt etwa 28 Kilometer östlich von Chartres. Umgeben wird Sainville von den Nachbargemeinden Paray-Douaville im Norden und Nordwesten, Allainville und Garancières-en-Beauce im Norden, Saint-Escobille im Nordosten, Oysonville im Osten und Südosten, Vierville und Léthuin im Süden, Maisons im Südwesten, La Chapelle-d’Aunainville im Westen sowie Aunay-sous-Aunaeau im Nordwesten.
Die Autoroute A10 quert die Gemeinde. 

## Bevölkerung
| Bevölkerungsentwicklung   | Bevölkerungsentwicklung | Bevölkerungsentwicklung | Bevölkerungsentwicklung | Bevölkerungsentwicklung | Bevölkerungsentwicklung | Bevölkerungsentwicklung | Bevölkerungsentwicklung | Bevölkerungsentwicklung | Bevölkerungsentwicklung | Bevölkerungsentwicklung | Bevölkerungsentwicklung | Bevölkerungsentwicklung |
| ------------------------- | ----------------------- | ----------------------- | ----------------------- | ----------------------- | ----------------------- | ----------------------- | ----------------------- | ----------------------- | ----------------------- | ----------------------- | ----------------------- | ----------------------- |
| Jahr                      | 1962                    | 1968                    | 1975                    | 1982                    | 1990                    | 1999                    | 2006                    | 2013                    |                         |                         |                         |                         |
| Einwohner                 | 561                     | 584                     | 592                     | 627                     | 895                     | 942                     | 942                     | 1006                    |                         |                         |                         |                         |
| Quelle: Cassini und INSEE |                         |                         |                         |                         |                         |                         |                         |                         |                         |                         |                         |                         |

## Sehenswürdigkeiten
- Kirche Saint-Pierre aus dem 12. Jahrhundert, Umbauten aus dem 16. Jahrhundert

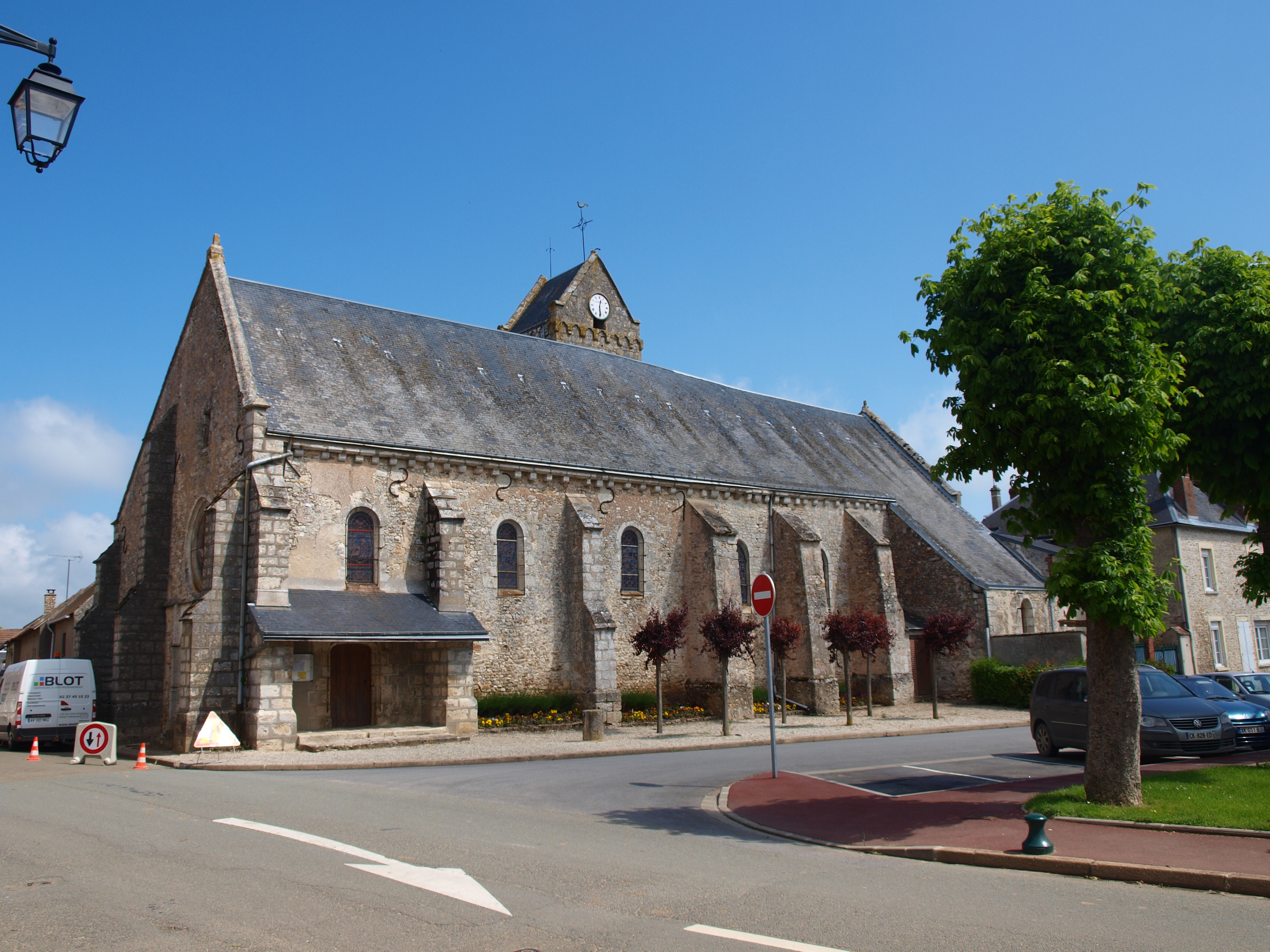
Kirche Saint-Pierre

- Musée Farcot

## Persönlichkeiten
- Marie Poussepin (1653–1744), Ordensgründerin der Schwestern von Mariä Opferung